# Norbert Lammert
Norbert Lammert (ur. 16 listopada 1948 w Bochum) – niemiecki polityk i nauczyciel akademicki, działacz Unii Chrześcijańsko-Demokratycznej (CDU), deputowany do Bundestagu i od 2005 do 2017 jego przewodniczący.

## Życiorys
Maturę zdał w 1967, po czym do 1969 odbywał służbę wojskową. W latach 1969–1975 studiował nauki polityczne, socjologię, historię najnowszą i ekonomię społeczną na uniwersytetach w Bochum oraz w Oksfordzie, doktoryzując się w zakresie nauk społecznych. Udzielał się zawodowo jako wykładowca i szkoleniowiec w różnych akademiach, fundacjach, stowarzyszeniach i przedsiębiorstwach. W 2001 objął stanowisko wiceprzewodniczącego Fundacji Konrada Adenauera. W 2004 został wykładowcą, a w 2008 profesorem honorowym Ruhr-Universität Bochum.
W 1964 rozpoczął działalność w chadeckiej młodzieżówce Junge Union, w 1966 dołączył do CDU. W latach 1975–1980 był członkiem rady miasta Bochum. Od 1977 do 1985 był wiceprzewodniczącym swojej partii w Bochum, a od 1986 do 2008 przewodniczącym organizacji CDU w Zagłębiu Ruhry (w 2008 został honorowym przewodniczącym tej struktury). W 2002 dołączył do zarządu federalnego Unii Chrześcijańsko-Demokratycznej.
W 1980 po raz pierwszy wybrany na deputowanego do Bundestagu. Z powodzeniem ubiegał się o poselską reelekcję w wyborach w 1983, 1987, 1990, 1994, 1998, 2002, 2005, 2009 i 2013.
W latach 1989–1994 był parlamentarnym sekretarzem stanu w resorcie oświaty i nauki, następnie zajmował tożsame stanowisko w ministerstwie gospodarki (1994–1997) oraz ministerstwie transportu (1997–1998). W latach 2002–2005 pełnił funkcję wiceprzewodniczącego niższej izby niemieckiego parlamentu. 18 października 2005 został przewodniczącym Bundestagu XVI kadencji. Pozostał na tej funkcji także po wyborach w 2009 i 2013 w okresie XVII i XVIII kadencji, kończąc urzędowanie 24 października 2017.
W 2012 i 2016 wymieniany w mediach jako potencjalny następca prezydentów Christiana Wulffa i Joachima Gaucka, nigdy jednak nie ubiegał się o tę funkcję. W 2016 ogłosił swoją rezygnację z kandydowania w kolejnych wyborach do Bundestagu w 2017.
W grudniu 2017 powołany na prezesa Fundacji Konrada Adenauera; funkcję tę objął w następnym miesiącu.

## Życie prywatne
Żonaty, ma czwórkę dzieci.